# Minden kút Rómába vezet
A Minden kút Rómába vezet (eredeti cím: When in Rome) 2010-ben bemutatott amerikai romantikus filmvígjáték, melynek rendezője és egyik producere Mark Steven Johnson. A főbb szerepekben Kristen Bell és Josh Duhamel látható.

## Szereplők
| Szerep                      | Színész         | Magyar hang    |
| --------------------------- | --------------- | -------------- |
| Elizabeth Ann "Beth" Martin | Kristen Bell    | Vadász Bea     |
| Nick Beamon                 | Josh Duhamel    | Bozsó Péter    |
| Joan Martin                 | Alexis Dziena   | Roatis Andrea  |
| Priscilla Martin            | Peggy Lipton    | Csizmadia Gabi |
| Umberto                     | Luca Calvani    | Király Adrián  |
| Lance                       | Jon Heder       | Juhász Zoltán  |
| Al Russo                    | Danny DeVito    |                |
| Gale                        | Dax Shepard     | Szokol Péter   |
| Antonio Donatelo            | Will Arnett     | Megyeri János  |
| Celeste                     | Anjelica Huston | Andresz Kati   |
| Stacey                      | Kate Micucci    | Szabó Zselyke  |
| Beth apja                   | Don Johnson     |                |
| Brady Sacks                 | Lee Pace        |                |

Shaquille O’Neal, Lawrence Taylor és David Lee kosárlabdázó önmagát alakítja a filmben.

## Fogadtatás

### Bevételi adatok
Az Amerikai Egyesült Államokban 2010. január 29-én bemutatott film az első héten 20 millió dollár bevételt hozott. Április 15-ig elérte a 32 millió dolláros összbevételt. 2010. április 4-ig további 24 országban mutatták be, amelyekből közel 5 millió dollár bevétel érkezett, azonban több, rendszerint nagy bevételt hozó országban – mint Anglia és Németország – csak 2010 áprilisban vagy májusában mutatják be.

### Kritikai visszhang
Mind az Egyesült Államokban, mind Magyarországon rossz kritikákat kapott. Sem az eddig akciófilmeket rendezett Mark Steven Johnson munkája nem nyerte el a kritikusok tetszését, sem a két főszereplőt játszó színész alakítása, akiknek a filmkritikusok szerint nem erősségük a komédia. Azon színészek, akik otthonosan mozognak már a komédia stílusú filmek világában – Danny DeVito, Jon Heder vagy Will Arnett – nem kaptak elég hangsúlyos szerepet. Negatívumként rótták fel, hogy a címével ellentétben szinte az egész film New Yorkban játszódik. Alig van olyan képkocka, mely Róma városának szépségét mutatja be és teljes mértékben nélkülözi az olasz színészeket. 
A Rotten Tomatoes oldalán 111 kritika összegzése alapján 17% a tetszési indexe.